# نويزك
نويزك هي قرية في مقاطعة ساوجبلاغ، إيران. يقدر عدد سكانها بـ 182 نسمة بحسب إحصاء 2016.